# 971

## Hlavy států
- České knížectví – Boleslav I. nebo Boleslav II.
- Papež – Jan XIII.
- Svatá říše římská – Ota I. Veliký
- Anglické království – Edgar
- Skotské království – Cuilén – Kenneth II.
- Polské knížectví – Měšek I.
- Východofranská říše – Ota I. Veliký
- Západofranská říše – Lothar I.
- Magdeburské arcibiskupství – Adalbert (968–981)
- Uherské království – Takšoň – Gejza
- První bulharská říše – Boris II. Bulharský
- Byzanc – Jan I. Tzimiskes